# Paddock of Love
Paddock of Love je debutové studiové album australské noise rockové kapely Lubricated Goat. Bylo vydáno v roce 1988 společností Black Eye Records.

## Seznam skladeb
| Strana 1 | Strana 1          | Strana 1 |
| Pořadí   | Název             | Délka    |
| -------- | ----------------- | -------- |
| 1.       | In the Raw        | 4:25     |
| 2.       | Funeral on a Spit | 3:26     |
| 3.       | All Too Sane      | 3:47     |
| 4.       | Bullock           | 2:17     |
| 5.       | Broken Glass      | 2:10     |
| 6.       | Gargoyles         | 5:45     |

| Strana 2 | Strana 2                    | Strana 2 |
| Pořadí   | Název                       | Délka    |
| -------- | --------------------------- | -------- |
| 1.       | On the Gear                 | 6:30     |
| 2.       | Elsewhere Else              | 5:56     |
| 3.       | He Moves in Mysterious Ways | 3:31     |
| 4.       | Promised Land               | 2:28     |
| 5.       | Cannibal's Lament           | 2:41     |
| 6.       | The Spectator               | 4:09     |

## Obsazení
Lubricated Goat
- Brett Ford – bicí, harmonika, zpěv
- Pete Hartley – kytara, zpěv
- Guy Maddison – baskytara, zpěv
- Stu Spasm – zpěv, kytara, klavír, syntezátor

Další hudebníci
- Adrian – saxofon
- Nick Barker – baskytara